# Picauville
Picauville es una comuna nueva francesa situada en el departamento de Mancha, de la región de Normandía.

## Historia
Fue creada el 1 de enero de 2017, en aplicación de una resolución del prefecto de Mancha de 4 de junio de 2016 con la unión de la comuna de Les Moitiers-en-Bauptois, y las comunas delegadas de Amfreville, Cretteville, Gourbesville, Houtteville, Picauville y  Vindefontaine, pasando a estar el ayuntamiento en la antigua comuna de Picauville.

## Demografía
| Gráfica de evolución demográfica de Picauville entre 1800 y 2013 |
|                                                                  |

Los datos entre 1800 y 2013 son el resultado de sumar los parciales de las siete comunas que forman la comuna de Picauville, cuyos datos se han cogido de 1800 a 1999, para las comunas de Amfreville, Cretteville, Gourbesville, Houtteville, Les Moitiers-en-Bauptois, Picauville y Vindefontaine de la página francesa EHESS/Cassini. Los demás datos se han cogido de la página del INSEE.

## Composición en 2017
| Comuna delegada          | Código INSEE | Población (2013) | Superficie (km²) | Densidad (hab./km²) |
| ------------------------ | ------------ | ---------------- | ---------------- | ------------------- |
| Amfreville               | 50005        | 288              | 10.10            | 29                  |
| Cretteville              | 50153        | 232              | 6.83             | 34                  |
| Gourbesville             | 50212        | 170              | 8.18             | 21                  |
| Houtteville              | 50250        | 84               | 4.51             | 19                  |
| Les Moitiers-en-Bauptois | 50333        | 348              | 8.04             | 43                  |
| Picauville               | 50400        | 1956             | 19.1             | 102                 |
| Vindefontaine            | 50642        | 323              | 8.13             | 40                  |